# 蘇氏節孝坊
24°49′10″N 120°58′18″E / 24.819525°N 120.971666°E
蘇氏節孝坊，是位在臺灣新竹市北區湳雅里的節孝坊，建於清代光緒六年（1880年），列為新竹市文化資產。

## 事跡
在今新竹市北門街曾有一座建於乾隆二十年（1755年），名為「內翰第」的三合院，為自福建來的湳雅吳家所居。該家族的開台祖吳嗣振自乾隆初年在湳雅定居後，經營吳振利商號致富。其成員吳國步於嘉慶十八年（1813年），淡水同知查廷華命令加高竹塹城時，和林超英、林光成等人擔任董事，完成修築新竹土城。因吳國步早逝，妻子蘇進治於二十九歲就守寡，單獨扶養兒子吳士梅、吳士敬長大，直到七十四歲去世。
吳士敬在同治庚午科（1870年）中舉，以軍功奏保候選訓導，後加捐為候選內閣中書。豎立於光緒七年（1881年）的示禁碑記碑，記載他和新竹知縣施錫衛、生員陳朝英、梁昌年、陳朝龍和地方士紳郊舖等人的名字，後碑在1980年代由土木承包商陳添成在林森路地下挖到。

## 景象
表揚蘇進治的蘇氏節孝坊是光緒六年（1880年）才建，乃新竹節孝坊中最晚建造者。
耆老林德國回憶，旅客從竹塹城北門走出後，沿著北門街、水田街的北門國小對面，也就是現在的環保局後，就能見到第一座石坊江氏節孝坊、再通過原湳雅屠宰場的張氏節孝坊、原湳雅農改場的李錫金孝子坊，最後會穿過的石坊為南邨福地旁的蘇氏節孝坊，這四座石坊之間是用石板的官道路徑，其後的道路則是彎彎曲曲的竹林徑。

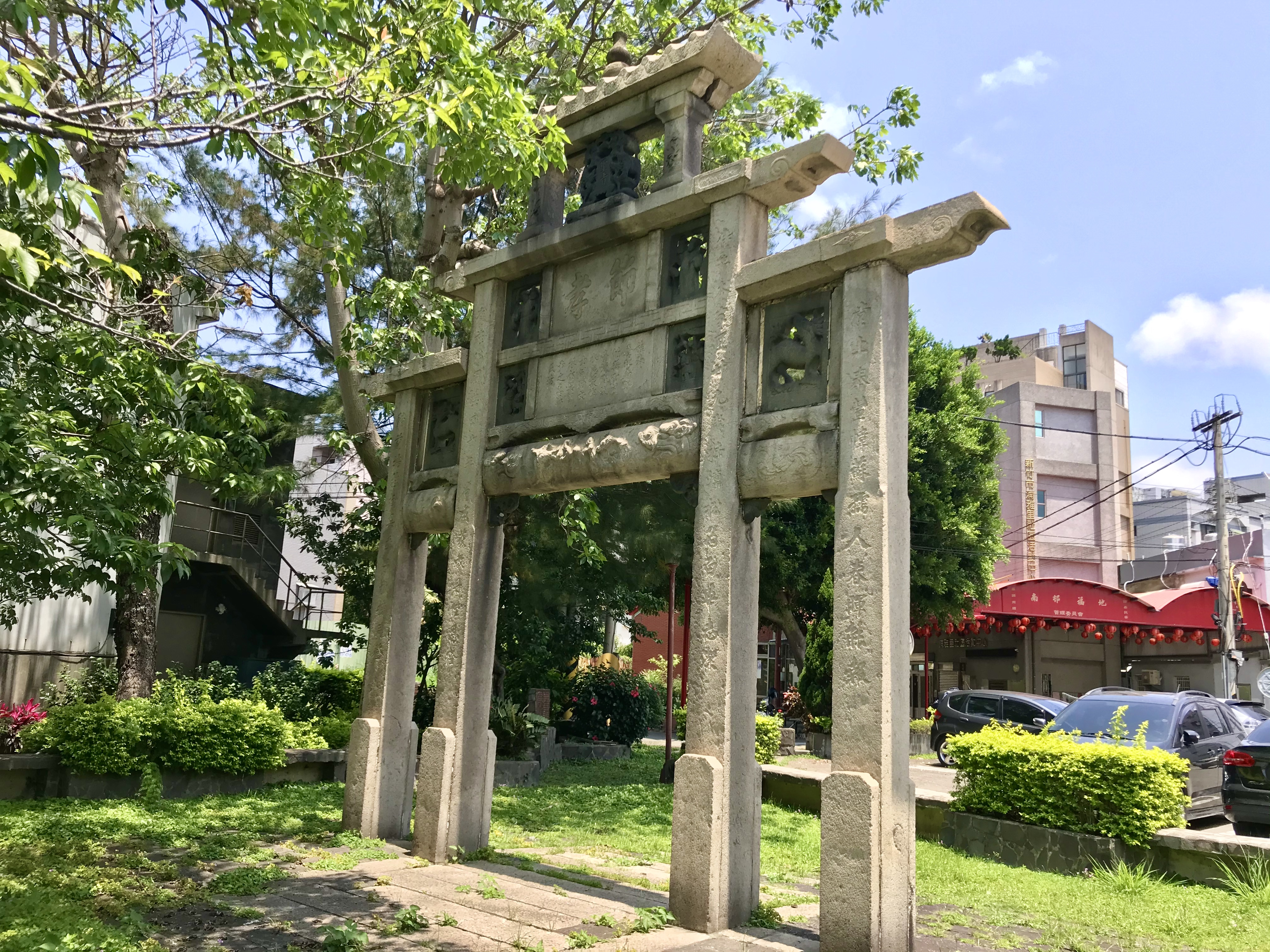
一旁的南邨福地是鄰近的舊社、金竹、金華、金雅、光華等各里福德宮的源廟。

蘇氏節孝坊形式與楊氏節孝坊相近，同為四柱三間三層規模，材料用花崗石與青斗石混合建造，但蘇氏比例上較為高聳，構造上更加長中柱與邊柱，上層的檐石下加一石樑，並縮短頂層高度。在雕刻方面，明間大坊中央雕雙龍搶珠，雙鳳呈祥，左右次間的麒麟雕刻為透雕手法，坊上雕的是琴棋書畫。
節孝坊正面明間柱聯為「持節本家風，廿九歲操凜松筠，白華志潔」、「褒旌昭國典，四十年名成荻教，丹陛恩隆」。內側對聯是「守從一而永終，玉潔冰清，苦節竟同奇節」、「垂在三於不朽，鸞章鳳誥，恭人無愧完人」。背面次間柱聯為「歷七旬翼燕和熊，所天默鑒蓮心苦」、「看二子經文緯武，怎地漸嘗蔗境甘」。雖外側石柱對聯作者的職銜和姓名已剝落，《新竹縣志》和《新竹縣采風冊》亦無記載，據住附近的台中師範學院退休教授饒朋湘依《明清進士題名碑錄索引》考據，為光緒三年（1877年）狀元王仁堪所題，他與吳士敬為同年舉人。
1984年，湳雅社區和市政府合作下，石坊前土地整理成小公園，取名「甲子園」，路旁擺了盆栽。1996年，節孝坊前的私人租地被新成立的富聯量販店開闢為停車場，後經由文化協會召集人林志成與湳雅里長許謝樑對廠商協調，保持原來風貌。